# Antropocen

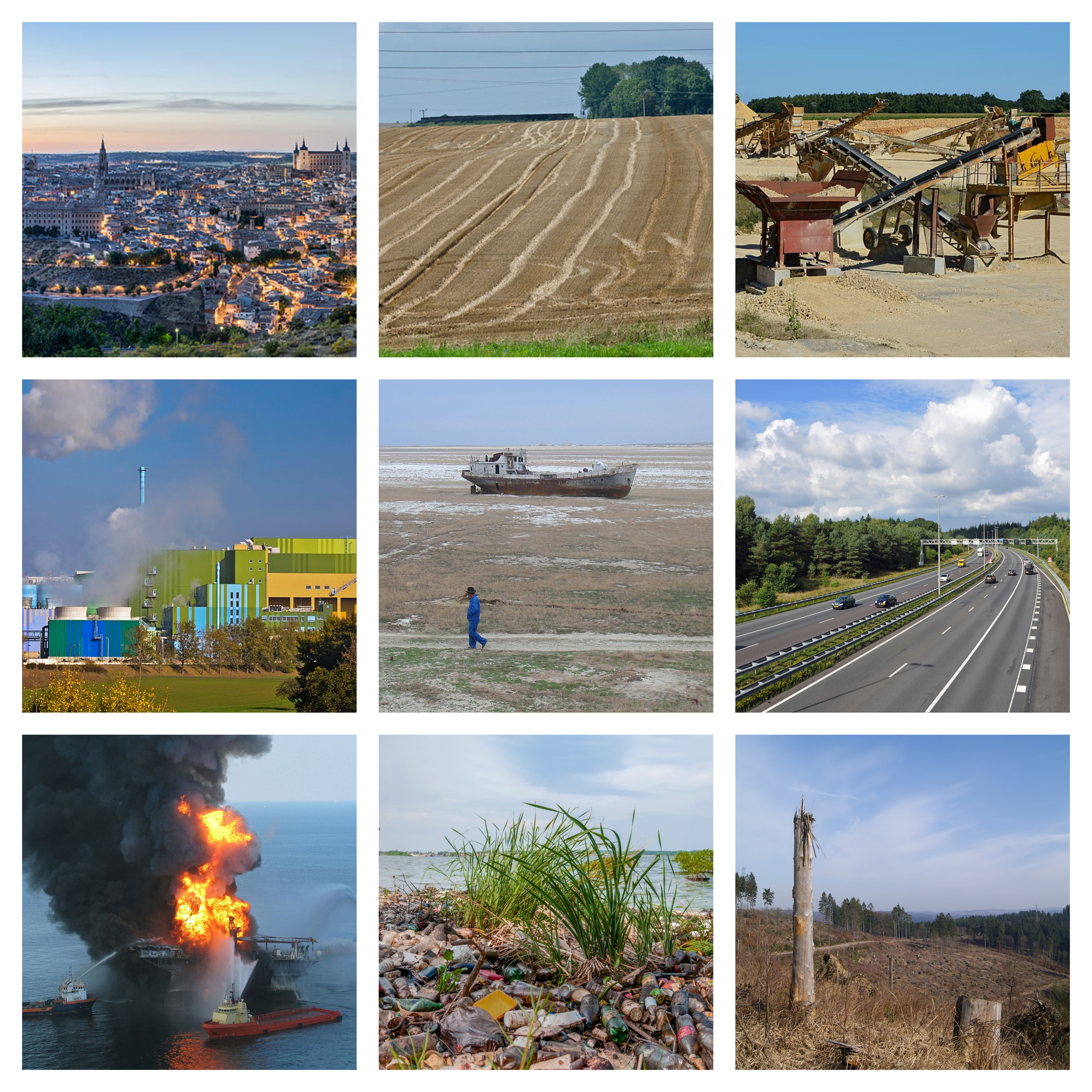
Choć szczegóły nadal podlegają debacie, to naukowcy są zgodni, że nowa epoka geologiczna została spowodowana ingerencją człowieka w biosferę. Na kolażu (od góry po lewej do dołu po prawej): panorama Toledo, pole uprawne w Kościelnikach w Kłodzku, kamieniołom w Limalonges, spalarnia w parku przemysłowym Höchst im Odenwald, wrak statku na dnie Jeziora Aralskiego, austostrada A50 w Holandii, pożar platformy wiertniczej Deepwater Horizon, odpady w Jeziorze Maracaibo, Pittershagen/Ginsberg we Freudenbergu po orkanie Kyrill.

Antropocen – proponowana epoka geologiczna, charakteryzująca się znacznym wpływem człowieka na ekosystem i geologiczny system planety Ziemia. Wpływ ten będzie widoczny w przyszłości w śladach kopalnych. Antropocen nie jest oficjalnie uznany za epokę geologiczną, jednak jest postulowany przez wiele środowisk naukowych.

## Historia pojęcia i etymologia
Termin zaproponowany w 2000 r. przez Paula Crutzena, laureata Nagrody Nobla w dziedzinie chemii (1995), pracownika Instytutu Oceanografii imienia Scrippsa. Nazwa antropocen pochodzi z języka starogreckiego od anthropos (człowiek) i kainos (nowy). Nawiązuje do wpływu człowieka na funkcjonowanie procesów przyrodniczych zachodzących w skali Ziemi. Przejawem tego ma być gwałtowna urbanizacja świata, szybkie wyczerpywanie przez człowieka paliw kopalnych gromadzonych w naturze przez setki milionów lat oraz zanieczyszczenie środowiska i emisja gazów cieplarnianych. Według Crutzena nowa epoka geologiczna rozpoczęła się już 200 lat temu. Postulatora antropocenu poparli geologowie Jan Zalasiewicz i Mark Williams z Uniwersytetu w Leicester w Wielkiej Brytanii oraz Daniel Richter z Uniwersytetu Duke’a w USA. Uczeni ci wezwali Międzynarodową Komisję Stratygraficzną, by ogłosiła, że żyjemy w epoce antropocenu.

## Początek epoki
Debata na temat daty początku antropocenu jest bardzo szeroka i cały czas otwarta. Dyskusje toczą się między przedstawicielami wielu dziedzin ścisłych, humanistami i filozofami.
Hipoteza wczesnego antropocenu mówi, że antropocen zaczął się we wczesnym plejstocenie, gdy rozpowszechniło się użycie ognia. Jednakże zdaniem geografów społecznych Simona L. Lewisa i Marka A. Maslina miało to skutki serii zdarzeń lokalnych, a nie przyczynienie się do problemu globalnego.
Inną propozycją jest okres między 50 000 a 10 000 r. p.n.e. Był to okres wymierania megafauny, kiedy Eurazja utraciła 36% gatunków wielkich ssaków, Ameryka Północna 72%, Ameryka Południowa 83%, Australia 88%, Afryka 18%. Globalne dane dotyczące 177 gatunków ssaków o masie ciała powyżej 10 kg świadczą o procesie ich wymierania, powiązanym ze przybyciem i rozprzestrzenianiem się człowieka na tych terenach (dlatego Afryki, skąd pochodzi człowiek, dotyczyło to w najmniejszym stopniu). Jednakże wymieranie dotyczyło poszczególnych kontynentów w różnym stopniu i w innych przedziałach czasowych, dlatego nie jest to właściwe synchroniczne kryterium globalne.
Jeszcze innym kryterium miałoby być wynalezienie i rozpowszechnienie się rolnictwa, co dokonało się między 9000 a 2000 r. p.n.e (w zależności od kontynentu). Jednakże w ocenie Lewisa i Maslina, nie spełnia to kryterium synchroniczności.
Alfred W. Crosby za początek antropocenu proponuje dotarcie do  Ameryki przez Krzysztofa Kolumba i symboliczny rok 1492. Obserwowane następstwa miały charakter globalny. Transport i handel w okresie kolonizowania Ameryki doprowadziły do pojawienia się inwazyjnych gatunków flory i fauny w różnych częściach świata.
Paul Crutzen i Eugene Stoermer jako początek proponują okres rewolucji przemysłowej, czyli między 1760 a 1880 r. Spowodowała ona znaczący wzrost emisji dwutlenku węgla do atmosfery. Jednakże na rewolucję przemysłową składało się wiele niesynchronicznych zmian, którym brakuje jednoznacznego markera geologicznego.

### Wymiar polityczny debaty
Jak zauważa Ewa Bińczyk, uznanie antropocenu ma wymiar retoryczny, polityczny, a także ideologiczny. Nadanie konkretnych ram czasowych nowej epoki geologicznej wiązałoby się ze wskazaniem przyczyn, które do niej doprowadziły. Charakter geologii jako nauki ścisłej dodaje znaczenia i powagi debacie nad antropocenem. To z kolei można wykorzystać do budowania argumentacji politycznych i normatywnych, np. nad obwinieniem za zmiany geologiczne korporacji lub krajów kolonialnych.

## Charakterystyka epoki

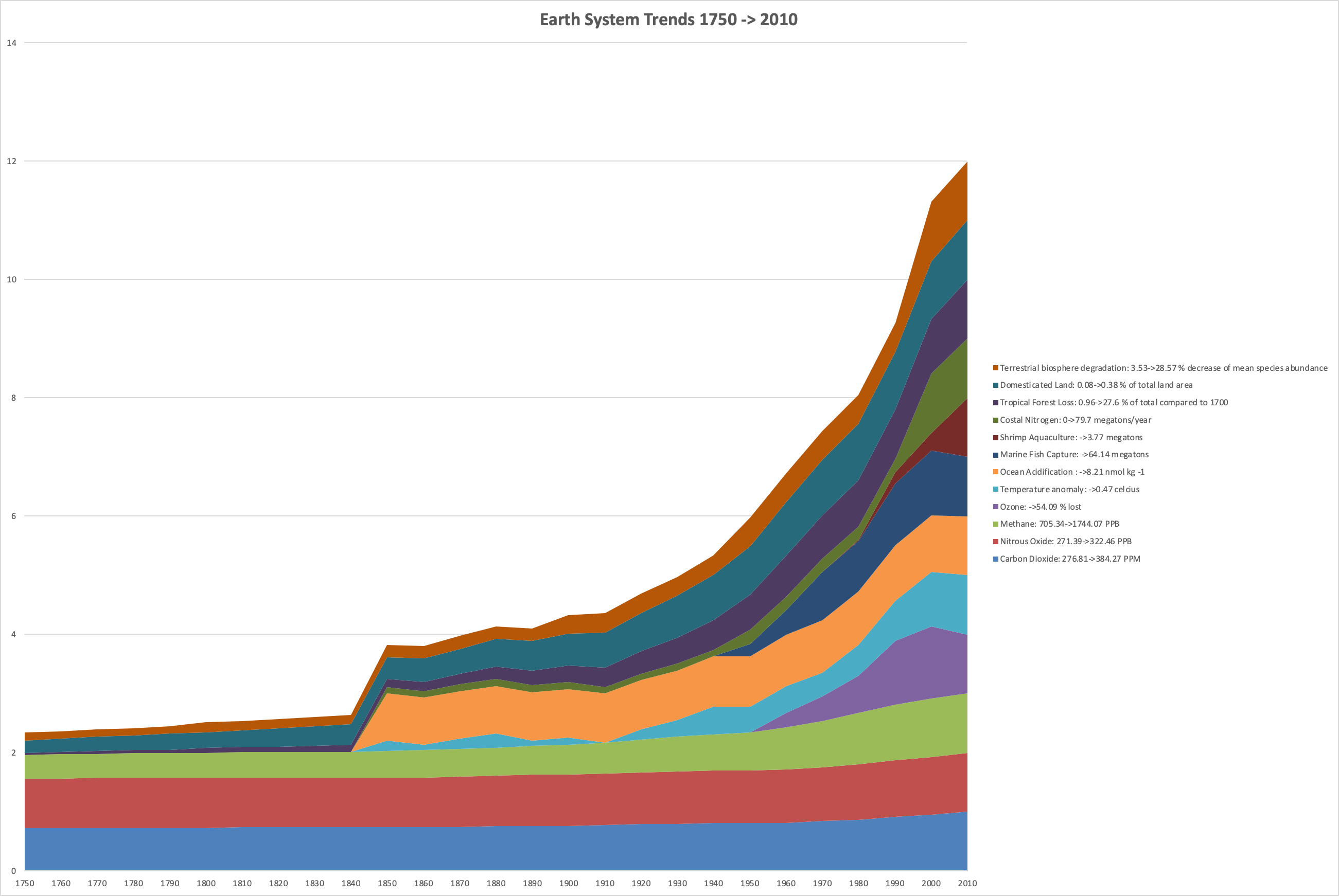
Wielkie przyspieszenie antropocenu (1750–2010) rejestrowane w różnych źródłach danych geostatystycznych

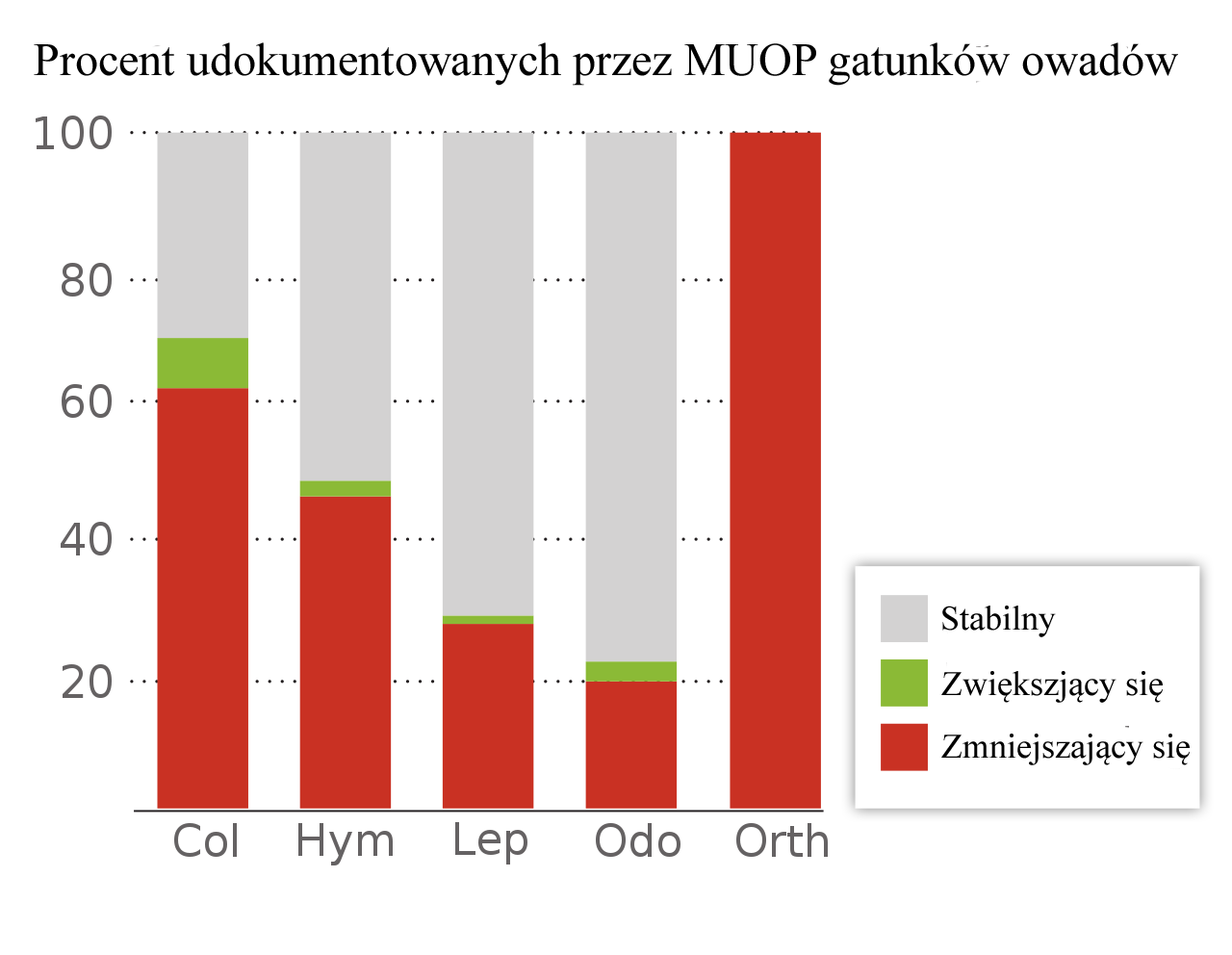
Odsetek gatunków owadów o udokumentowanym przez IUCN trendzie liczebności populacji w 5 rzędach. Col: chrząszcze, Hym: błonkoskrzydłe, Lep: motyle, Odo: ważki, Orth: prostoskrzydłe według stanu na 2014 rok.

Antropocen charakteryzuje szereg unikalnych cech.

### Zanik bioróżnorodności
Jednym z najbardziej drastycznych objawów antropocenu jest znaczący zanik bioróżnorodności, czasem nazywany nawet szóstym wymieraniem. Prędkość utraty bioróżnorodności nie jest dokładnie ustalona: prawdopodobnie wynosi od 100 do 1000 razy więcej niż normalnie, tj. bez udziału człowieka.
Utrata bioróżnorodności jest spowodowana przez człowieka pośrednio i bezpośrednio. Pośrednie działanie to przede wszystkim sprowadzanie na nowe tereny niespotykanej wcześniej ilości gatunków inwazyjnych. Gatunki te niszczą lokalne ekosystemy, doprowadzając do zagłady gatunków endemicznych. Przykładem takiej katastrofy było sprowadzenie latesa nilowego do jeziora Wiktorii w latach 50 XX wieku w celach hodowlanych. Gatunek ten doprowadził do wymarcia kilkuset innych w niezwykle krótkim czasie. Introdukcja Latesa była jednak korzystna ekonomicznie: nad jeziorem Wiktorii rozwinęło się rybołówstwo przynoszące olbrzymie zyski.
Do bezpośrednich przyczyn zaniku bioróżnorodności zalicza się przede wszystkim intensywne połowy i polowania, kłusownictwo i niszczenie rozmaitych ekosystemów (wycinka lasów, zatruwanie rzek chemikaliami), co powoduje wymarcie gatunków przystosowanych do życia w niszczonych przez człowieka siedliskach.

### Zmiany klimatu
Charakterystyczną cechą antropocenu jest bezprecedensowe tempo zmian klimatu. Od połowy XX wieku obserwuje się podwyższenie średniej temperatury atmosfery i oceanów. Prognozy modeli klimatycznych wskazują, że średnia temperatura globalna powierzchni Ziemi podniesie się w XXI w. o 1,1–6,4 °C. Powody ocieplenia są przede wszystkim antropogeniczne: poprzez emisje gazów cieplarnianych do atmosfery (głównie CO2) następuje efekt cieplarniany. Gigantyczne ilości dwutlenku węgla emitują przede wszystkim przez przemysł (spalanie paliw kopalnych jest odpowiedzialne za około 70% emisji CO2 do atmosfery), czy wylesianie. Skutki tak szybkich zmian mogą być drastyczne. Do efektów zmian klimatycznych należą:
- Migracje ludności – strefa podzwrotnikowa staje się skrajnie nieprzyjazna dla człowieka. Ekstremalne temperatury oraz braki w żywności i wodzie prowadzą do masowych migracji na północ.
- Topnienie lodowców i lądolodów – pokrywy lodowe topnieją w niespotykanym wcześniej tempie. W lipcu 2019 roku objętość lądolodu w Arktyce (8800 kilometrów kwadratowych) była 47% niższa od średniej objętości z lat 1979–2018[16]. Topnienie czasz lodowych powoduje podniesienie się średniego poziomu mórz.
- Zmiany w częstotliwości zachorowań – antropogenicznie warunkowane zanieczyszczone powietrze powoduje rozmaite choroby układu oddechowego i zwiększa prawdopodobieństwo zachorowań na nowotwory.
- Ekstremalne zjawiska pogodowe – zmiany klimatu wpływają na częstsze występowanie takich katastrof jak ogromne susze, pożary, czy tornada[17].

### Zmiany na powierzchni planety
Człowiek przekształca powierzchnię Ziemi na niespotykaną dotąd skalę. Gwałtowna urbanizacja, połączona z budową dróg i przetwarzaniem środowiska naturalnego na potrzeby rolnictwa i przemysłu spowodowała drastyczną przemianę planety. Epoka antropocenu więc, to czas wielkich przemian geograficznych, zachodzących w niezwykle krótkim czasie.

### Eksploatacja złóż
Epoka antropocenu charakteryzuje się także ogromną eksploatacją złóż, przede wszystkim paliw kopalnych. Człowiek wydobywa w ekspresowym tempie wielkie ilości złóż naturalnych, takich jak ropa naftowa, czy gaz ziemny. Złoża te powstające przez setki milionów lat, wydobywane są w tempie uniemożliwiającym jakąkolwiek regeneracje tych dóbr.

### Zanieczyszczenie środowiska

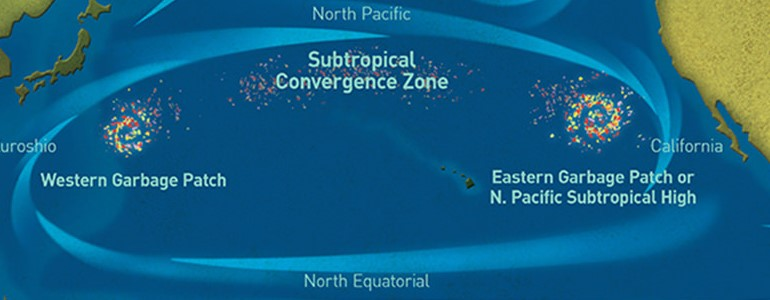
Model wędrówki poszczególnych części Wielkiej Plamy Śmieci na tle układu prądów morskich północnego Pacyfiku (2013 r.)

Antropocen to czas ogromnego zanieczyszczania środowiska. Brak skutecznej polityki gospodarowania odpadami i emitowanymi gazami (zwłaszcza w krajach trzeciego świata) prowadzi do drastycznych skutków, takich jak:
- smog – spowodowany głównie przez emisje spalin do atmosfery, powoduje choroby układu oddechowego, złe samopoczucie, zwiększa szanse wystąpienia nowotworów. Pojawia się głównie nad dużymi miastami.
- globalne ocieplenie
- dziura ozonowa – tworząca się na biegunach dziura w powłoce ozonowej, chroniącej powierzchnię Ziemi przed promieniowaniem ultrafioletowym.
- kwaśne deszcze – emitowane przez przemysł i rolnictwo, siarka i azot prowadzą do występowania deszczów o kwasowym pH, niezwykle szkodliwych dla środowiska.
- problem gospodarowania śmieciami – w samej Unii Europejskiej w 2016 roku jeden człowiek średnio wyprodukował niemal 5 ton śmieci[20]. Brak odpowiedzialnej polityki gospodarowania odpadami prowadzi do powstawania takich zjawisk jak Wielka Pacyficzna Plama Śmieci.

#### Śnieżka
W lipcu 2023 ogłoszono nominację stanowiska Równia pod Śnieżką na złotego gwoździa szeroko dyskutowanej epoki antropocenu. Zwycięzcą zostało kanadyjskie jezioro Crawford. Stanowisko Równia pod Śnieżką również otrzymało nominację jako SABS (Standard Auxiliary Boundary Stratotype). Grupa Robocza ds. antropocenu zapropoponowała w sumie trzy potencjalne SABSs – estuarium Beppu Bay (Japonia), jezioro Sihailongwan (Chiny) oraz polskie torfowisko. Równia pod Śnieżką analizowana przez zespół pod kierownictwem Barbary Fiałkiewicz-Kozieł, po zaakceptowaniu przez podkomisję Badań Czwartorzędu i Międzynarodową Komisję Stratygraficzną, będzie europejskim satelitą wspierającym złotego gwoździa. W swej pracy grupa robocza wskazuje trzy typy markerów zdarzeń różniących się czasem pojawienia w zapisie stratygraficznym:
- Pierwszy typ jest identyfikowany w środowisku od wielu tysięcy lat, jak np. wzrost zawartości gazów cieplarnianych w atmosferze czy wzrost akumulacji pierwiastków związanych z działalnością industrialną. Jednak mimo obserwowanego wzrostu tempa akumulacji Pb, Cu czy Zn od kilkuset, a na niektórych obszarach nawet kilku tysięcy lat, zmiany zawartości tych pierwiastków w osadach mają diachroniczny charakter. Najbardziej istotne statystycznie, synchroniczne zmiany w akumulacji pierwiastków, są obserwowane od lat 50. XX wieku.
- Drugi typ stanowią markery pojawiające się w osadach od czasów rewolucji przemysłowej, w obrębie których możemy wyróżnić cząstki, będące wytworem wybranych technologii przemysłowych, zdeponowane w różnych osadach środowiskowych. Od czasów rewolucji przemysłowej obserwuje się także wzrost koncentracji tlenków N w atmosferze i wzrost temperatury powietrza związany ze wzrostem koncentracji gazów cieplarnianych w atmosferze, co w następstwie powoduje topnienie pokryw lodowców i wzrost poziomu mórz i oceanów.
- Trzeci typ markerów pojawia się w osadach w latach 50. XX w. Do tej grupy zalicza się radionuklidy (jak np. Pu) występujące w środowisku depozycji w wyniku przeprowadzenia próbnych wybuchów jądrowych czy zanieczyszczenia organiczne, np. polichlorowane bifenyle.

W 2020 roku wytypowano 12 stanowisk kandydackich na stratotyp (tzw. złoty gwóźdź) antropocenu. Wśród nich wyróżniono polskie torfowisko Na równi pod Śnieżką z uwagi na wysoką rozdzielczość zapisu paleośrodowiskowego i różnorodność wskaźników antropogenicznych, w tym za identyfikację nowych technogenicznych cząstek – mikrosfer glinokrzemianowych oraz Mullitu.

## Humanistyka
Do koncepcji antropocenu nawiązują także nauki humanistyczne, literatura i sztuka. Antropocen, towarzysząca mu skala czasowa i konsekwencje ekologiczne powodują pytania o śmierć i koniec cywilizacji, zakres i metody humanistycznych dociekań oraz emocjonalne odpowiedzi na „koniec natury”. Został również skrytykowany jako konstrukcja ideologiczna. Niektórzy lewicowi ekolodzy sugerują, że termin „kapitałocen” jest terminem bardziej odpowiednim pod względem historycznym.
Istnieje kilka filozoficznych podejść do sposobu radzenia sobie z przyszłością antropocenu: działać jak dotychczas, łagodzenie skutków, geoinżynieria.
Antropocen jest obiektem zainteresowania wielu dziedzin kultury. Powstały o nim między innymi:
- Antropocen: epoka człowieka – film dokumentalny z 2018 roku w reżyserii Edwarda Burtynsky’ego, Jennifer Baichwal i Nicka de Pencier[32]
- Epoka człowieka. Retoryka i marazm antropocenu[33] – książka autorstwa Ewy Bińczyk
- Zarządzanie w antropocenie – numer tematyczny kulturoznawczego czasopisma naukowego „Przegląd Kulturoznawczy” (2021)[34]